# Aur (atoll)
Pour les articles homonymes, voir Aur.
L'Atoll Aur est un atoll de 42 îles dans l'Océan Pacifique faisant partie des îles Marshall.
La population de l'atoll, en 2011, est de 499 habitants.
Aur possède un aéroport (code AITA : AUL).